# Enrico Vinci
Enrico Vinci (Messina, 30 ottobre 1915 – Messina, 22 maggio 2002) è stato un dirigente sportivo italiano.
Fu presidente della Federazione Italiana Pallacanestro dal 1976 al 1992. Dal 2007 fa parte dell'Italia Basket Hall of Fame.

## Biografia
Professore di telegrafia e telefonia, combatté da ragazzo la seconda guerra mondiale come ufficiale di cavalleria. Dopo la guerra iniziò l'ascesa nel mondo della pallacanestro italiana, dapprima come consigliere provinciale FIP, fino ad arrivare alla presidenza nel 1976. Già durante la presidenza di Decio Scuri (1954-1965) e di Claudio Coccia (1965-1975) ricoprì la carica di vicepresidente federale. Divenne inoltre membro della Giunta Esecutiva del CONI.
Da presidente stabilì il decentramento delle Leghe, e introdusse la novità del secondo straniero in squadra. Sotto la sua presidenza la Nazionale maschile vinse l'argento ai Giochi di Mosca 1980, l'oro agli Europei 1983, l'argento agli Europei 1991 ed il bronzo agli Europei 1985.